# Ingegerd Leczinsky
Elsa Ingegerd Maria Leczinsky, ogift Aspling, född 30 oktober 1910 i Norrköpings Östra Eneby församling i Östergötlands län, död 28 augusti 2009 i Sigtuna församling i Stockholms län, var en svensk översättare och lektör. 
Ingegerd Leczinsky, som var folkskollärare och filosofie kandidat, var dotter till överläraren Edvin Aspling och Lydia, ogift Ohlon. Leczinsky var en flitig översättare av litteratur, framför allt barnböcker och deckare. Hon kom att översätta drygt hundra böcker, däribland ett knappt tjugotal om barnboksfiguren Björnen Paddington.
Hon var från 1939 till makens död gift med läkaren Carl Gustaf Leczinsky (1910–1994). De fick två barn: journalisten Titti Nylander (född 1941) och socionomen Carl-Gabriel Leczinsky (född 1945). En dotterdotter är TV-journalisten Nike Nylander (född 1966).
Ingegerd  Leczinsky och hennes make Carl-Gustaf är båda gravsatta vid Sigtuna kyrkogård.